# 잭 더 자이언트 킬러
《잭 더 자이언트 킬러》(영어: Jack the Giant Slayer, 기존 제목은 영어: Jack the Giant Killer)는 2013년 개봉한 미국의 판타지 모험 영화이다. 이 영화는 브라이언 싱어가 감독을 맡았고, 대런 렘키, 크리스토퍼 매쿼리, 댄 스터드니가 각본을 썼다. 니컬러스 홀트, 엘리너 톰린슨, 스탠리 투치, 이언 맥셰인, 빌 나이, 이완 맥그리거 등이 출연하였다. 동화 〈잭과 콩나무〉, 그리고 상대적으로 덜 알려진 〈잭 더 자이언트 킬러〉가 원작이다. 우연히 만난 이저벨 공주가 마법의 콩나무에 휩쓸려 거인계로 사라지자 주인공 잭이 인간 세상을 정복하려는 거인들에 맞서 공주는 물론 세상도 구한다는 이야기를 담고 있다.
이 영화는 2013년 2월 26일에 할리우드 시사회가 열려 TCL 차이니즈 극장에서 첫 상영되었고, 3월 1일에 미국 전역에서 개봉되었다.
평단으로부터 엇갈린 반응을 얻었고, 극장가 흥행에서 실패하였다.

## 줄거리
클로이스터 왕국 시골 농장에서 삼촌과 함께 살고 있는 잭(니컬러스 홀트 분)은 시장에 말을 팔러 갔다가 돈 대신 콩 몇 알을 얻는다.
그날 밤 잭의 집으로 세찬 비바람을 피해 낯선 손님 이저벨(엘리너 톰린슨 분)이 찾아온다. 우연히 잭이 낮에 얻어 온 콩이 물에 젖어 하늘로 뻗어 오르면서, 공주 이저벨은 엄청나게 자라는 마법의 콩나무에 휩쓸려 하늘과 땅 사이에 존재하는 무시무시한 거인들의 세상 ‘간튜아’로 사라진다.
이 사건으로 인간의 세계와 거인들의 세계가 연결되고, 오래전 추방당했던 거인들은 그들이 잃었던 땅을 되찾기 위해 봉기한다. 이저벨 구출에 나선 잭은 인간 세계를 정복하려는 거인들에 맞서는 거대한 전쟁에 합류한다.

## 출연진
- 니컬러스 홀트 - 잭 역
- 엘리너 톰린슨 - 이저벨 역
- 스탠리 투치 - 로더릭 역
- 이언 맥셰인 - 브람웰 역
- 빌 나이 - 팰런 역
- 이완 맥그리거 - 엘몬트 역
- 에디 마선 - 크로 역
- 유언 브렘너 - 윅 역
- 랠프 브라운 - 엔틴 장군 역
- 존 커시어 - 팰런 장군의 작은 머리 역
- 코넬 존 - 페이 역
- 벤 대니얼스 - 펌 역
- 크리스토퍼 페어뱅크 - 삼촌 역

## 시청 등급
- 대한민국: 12세 관람가